# Colletotrichum coccodes
Il Colletotrichum coccodes (Wallr.) S. Hughes, Can. J. Bot. 36: 754 (1958), è un fungo Ascomicete patogeno delle piante, provoca l'antracnosi sulla canapa, sul pomodoro (che diventa nero nella parte colpita) e provoca la malattia "black dot" della patata.

## Descrizione della specie
Le colonie di questo fungo hanno di solito un colore scuro con un micelio aereo bianco.
Sono composte da abbondanti sclerozi neri, sferici e setosi e da masse di conidi fusiformi, attenuati all'apice, 16-22 x 3-4 µm, di colore marrone chiaro. 
Gli appressori sono frequenti, clavati o di forma variabile, di colore marrone, 11-16,5 x 6-9,5 µm.

## Sinonimi e binomi obsoleti
- Colletotrichum agaves Cavara, (1892)
- Colletotrichum antirrhini F.C. Stewart, (1900)
- Colletotrichum atramentarium (Berk. & Broome) Taubenh., (1916)
- Colletotrichum azaleae Ellis & Everh., (1895)
- Colletotrichum cajani Henn.
- Colletotrichum camelliae Massee, (1899)
- Colletotrichum commelinae Ellis & Everh., (1895)
- Colletotrichum crotalariae Petch, (1917)
- Colletotrichum cyclamenae Halst.
- Colletotrichum dioscoreae Tehon, (1933)
- Colletotrichum elasticae Zimm.
- Colletotrichum foliicola (Nishida) Sawada [as 'foliicolum'],(1959)
- Colletotrichum ipomoeae Sousa da Câmara, (1931)
- Colletotrichum kruegerianum Vassiljevsky, (1950)
- Colletotrichum melongenae Lobik, (1928)
- Colletotrichum opuntiae (Ellis & Everh.) Sawada, (1959)
- Colletotrichum phomoides (Sacc.) Chester, (1894)
- Colletotrichum piperatum Ellis & Everh.
- Colletotrichum primulae Moesz, (1924)
- Colletotrichum vanillae Verpl. & Claess., (1934)
- Gloeosporium alborubrum Petch, (1906)
- Gloeosporium amygdalinum Brizi, (1896)
- Gloeosporium cactorum Stoneman, (1898)
- Gloeosporium callae Oudem., (1903)
- Gloeosporium cingulatum G.F. Atk., (1892)
- Gloeosporium dendrobii Maubl., (1906)
- Gloeosporium eucalypti McAlpine, (1904)
- Gloeosporium elasticae Cooke & Massee (1890)
- Gloeosporium foliicola Nishida [as 'foliicolum'], (1924)
- Gloeosporium fructigenum f. olivarum (J.V. Almeida) G.J.M. Gorter, (1962)
- Gloeosporium hawaiense Thüm.
- Gloeosporium lycopersici W. Krüger
- Gloeosporium mangiferae Henn., (1898)
- Gloeosporium manihotis Henn., (1903)
- Gloeosporium melongenae Sacc., (1917)
- Gloeosporium ochraceum F. Patt., (1900)
- Gloeosporium oleae F. Patt., (1900)
- Gloeosporium olivarum J.V. Almeida, (1899)
- Gloeosporium opuntiae Ellis & Everh., (1888)
- Gloeosporium passiflorae Speg., (1899)
- Gloeosporium phomoides Sacc., (1882)
- Gloeosporium piperatum Ellis & Everh., (1891)
- Gloeosporium psidii Delacr., (1903)
- Gloeosporium rubicola Ellis & Everh., (1896)
- Gloeosporium syringae Allesch., (1895)
- Gloeosporium vanillae Cooke, (1886)
- Gloeosporium vexans G.F. Atk., (1897)
- Glomerella lycopersici W. Krüger
- Phomopsis phomoides (Sacc.) Arx, (1957)
- Vermicularia atramentaria Berk. & Broome, (1850)